# Patrice Evra
Patrice Latyr Evra (* 15. Mai 1981 in Dakar, Senegal) ist ein ehemaliger französischer Fußballspieler, der zuletzt bei West Ham United unter Vertrag stand. Evra hat als einer der wenigen Spieler fünfmal das Finale der UEFA Champions League erreicht: Seinem Triumph mit Manchester United im Jahr 2008 stehen vier Niederlagen gegenüber (2004 mit der AS Monaco, 2009 und 2011 mit Manchester United, 2015 mit Juventus Turin). Damit ist er Rekordhalter mit den meisten verlorenen Champions-League-Finalen.

## Karriere

### Im Verein
Seine Jugendzeit verbrachte Evra bei CO Les Ulis, CSF Brétigny und 1997/98 bei Paris Saint-Germain, ehe er über Marsala Calcio und die Calcio Monza in Italien zum OGC Nizza wechselte. 2002 ging der senegalesisch-stämmige Franzose zur AS Monaco. Dort kam dann sein Durchbruch als Verteidiger auf der linken Seite. Bei Monaco bestritt er zwischen 2002 und 2006 120 Ligaspiele, in denen er einmal ins Tor traf. 2003 gewann er mit den Monegassen den französischen Ligapokal.
Am 10. Januar 2006 wechselte Evra zu Manchester United und gewann im ersten Jahr den englischen Meistertitel und den League Cup. Im Jahr 2008 gewann er neben der Meisterschaft mit Manchester United die Champions League. Evra spielte im Finale gegen den FC Chelsea durch.

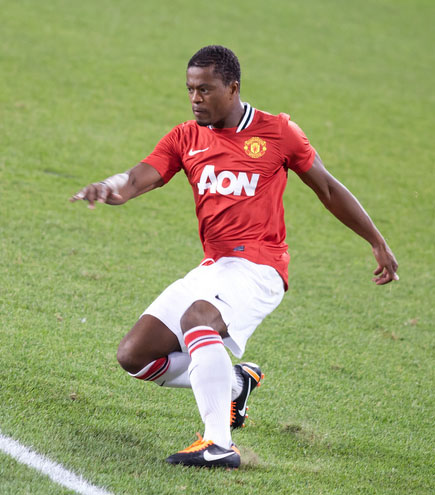
Patrice Evra im Trikot von Manchester United (2011)

Am 21. Juli 2014 wurde sein  Wechsel zum italienischen Rekordmeister Juventus Turin bekannt. Die Ablösesumme betrug 1,5 Millionen Euro.
Im Januar 2017 wechselte Evra zu Olympique Marseille in die Ligue 1 und unterschrieb einen bis 2018 laufenden Vertrag. Am 27. Januar 2017 absolvierte er beim 5:1-Sieg gegen den HSC Montpellier sein erstes Pflichtspiel für Olympique.
Am 2. November 2017 trat Evra vor dem Europa-League-Spiel gegen Vitória Guimarães einem Zuschauer an den Kopf und erhielt vor Spielbeginn die rote Karte. Am 3. November 2017 wurde er von Olympique Marseille daraufhin zuerst suspendiert. Nachdem Evra am 10. November 2017 von der UEFA bis zum 30. Juni 2018 für alle europäischen Klubwettbewerbe gesperrt worden war, lösten der Verein und der Spieler den Vertrag in beiderseitigem Einvernehmen auf.
Am 7. Februar 2018 wechselte Evra zu West Ham United, wo er einen Vertrag bis Saisonende erhielt. Nachdem er für West Ham fünf Ligaspiele absolviert hatte, wurde sein Vertrag zum Saisonende nicht verlängert. Ein weiteres Engagement hatte Evra nicht und so beendete er Ende Juli 2019 seine aktive Karriere. Er strebt jedoch eine Laufbahn als Trainer an.
Im August 2020 absolvierte er ein Spiel für den englischen Elftligisten Brentham FC aus der Middlesex County League Premier Division. Bei der 2:3-Niederlage gegen North Greenford United war der eigentliche Linksverteidiger als Linksaußen im Einsatz und bekleidete zudem das Amt als Mannschaftskapitän.

### In der Nationalmannschaft
Seit seinem Debüt im August 2004 bestritt Patrice Evra 64 Länderspiele für die französische Nationalmannschaft. Bei der EM-Endrunde 2008 gehörte er zum französischen Aufgebot. Im entscheidenden Spiel gegen Weltmeister Italien spielte er von Beginn an und erhielt eine Gelbe Karte. Frankreich schied als Gruppenletzter in der Gruppenphase aus.
2010 nahm Evra an der Fußball-Weltmeisterschaft in Südafrika teil; aufgrund seiner Rolle als Kapitän der Nationalmannschaft und seiner Beteiligung an den mannschaftsinternen Querelen stand er dort im Mittelpunkt der Kritik. Er wurde am 17. August 2010 von der Disziplinarkommission des französischen Verbands für fünf A-Länderspiele aus der Nationalmannschaft ausgeschlossen.
Bei der Heim-EM 2016 stand Evra zum dritten Mal in einem französischen EM-Aufgebot. Er bestritt alle sieben Partien seiner Mannschaft über die komplette Spielzeit. Das Team verlor das Endspiel gegen Portugal mit 0:1 nach Verlängerung. Sein letztes von insgesamt 81 Länderspielen absolvierte Evra beim 2:1-Sieg gegen Schweden am 11. November 2016.

## Erfolge
- Französischer Ligapokalsieger: 2003
- Englischer Meister: 2006/07, 2007/08, 2008/09, 2010/11, 2012/13
- Englischer Ligapokalsieger: 2005/06, 2008/09, 2009/10
- FA Community Shield: 2007, 2008, 2011
- Italienischer Meister: 2014/15, 2015/16
- Italienischer Pokalsieger: 2014/15, 2015/16
- Italienischer Supercupsieger: 2015
- UEFA Champions League: 2007/08
- FIFA-Klub-Weltmeisterschaft: 2008
- PFA Team of the Year: 2006/07, 2008/09, 2009/10
- UEFA Team of the Year: 2009
- FIFA/FIFPro World XI: 2009